# Gynoplistia (Dirhipis) riedeliana
Gynoplistia (Dirhipis) riedeliana is een tweevleugelige uit de familie steltmuggen (Limoniidae). De soort komt voor in het Neotropisch gebied.